# Суперкубок Туркменістану з футболу 2024
Суперкубок Туркменістану з футболу 2024  — 18-й розіграш турніру. Матч відбувся 4 грудня 2024 року між чемпіоном і володарем кубка Туркменістану клубом Аркадаг та фіналістом кубка Туркменістану клубом Ахал.
| Володар Суперкубка Туркменістану 2024 |
| ------------------------------------- |
|                                       |
| Аркадаг Перший титул                  |

## Матч

### Деталі
| 4 грудня 2024 11:00 (EEST) |

| Аркадаг                       | 3:1      | Ахал            |
| ----------------------------- | -------- | --------------- |
| Хидиров 14', 29' Тиркишов 22' | Протокол | Аннамурадов 75' |

| Місцевий спорткомплекс, Балканабат Арбітр: Арслан Гошшанов |